# Florencio Ramos
Pour les articles homonymes, voir Ramos.
Ramos  Torres est un nom espagnol. Le premier nom de famille, en général paternel, est Ramos ; le second, en général maternel, souvent omis, est Torres.
Florencio Ramos Torres (né le 24 novembre 1977 à Aguascalientes) est un coureur cycliste mexicain.

## Biographie
Il remporte sa première victoire professionnelle, à domicile, lors du Tour du Mexique 2009.

## Palmarès
- 1999
  - 11e étape du Tour du Mexique
- 2000
  - 3e du championnat du Mexique du contre-la-montre
- 2001
  - 4e étape de la Vuelta a Chiriquí
- 2009
  -  Champion du Mexique sur route
  - 7e étape du Tour du Mexique
- 2010
  - 5e étape du Tour du Chiapas
  - 2e du Tour du Chiapas
- 2011
  - 2e du championnat du Mexique sur route
- 2012
  - Tour du Michoacán :
    - Classement général
    - 1re étape
- 2014
  - 5e étape du Tour du Michoacán
  -  Médaillé d'argent de la course en ligne aux Jeux d'Amérique centrale et des Caraïbes
  - 3e de la Holy Saturday Cross Country Cycling Classic
  - 3e du Tour du Michoacán
- 2015
  - 3e étape du Tour du Mexique

## Classements mondiaux
| Année            | 2005 | 2006 | 2007 | 2008 | 2009 | 2010 | 2011 | 2012 | 2013 |
| ---------------- | ---- | ---- | ---- | ---- | ---- | ---- | ---- | ---- | ---- |
| UCI America Tour | 300e |      | 159e |      | 180e | 69e  | 152e |      | 136e |